# 雪靴

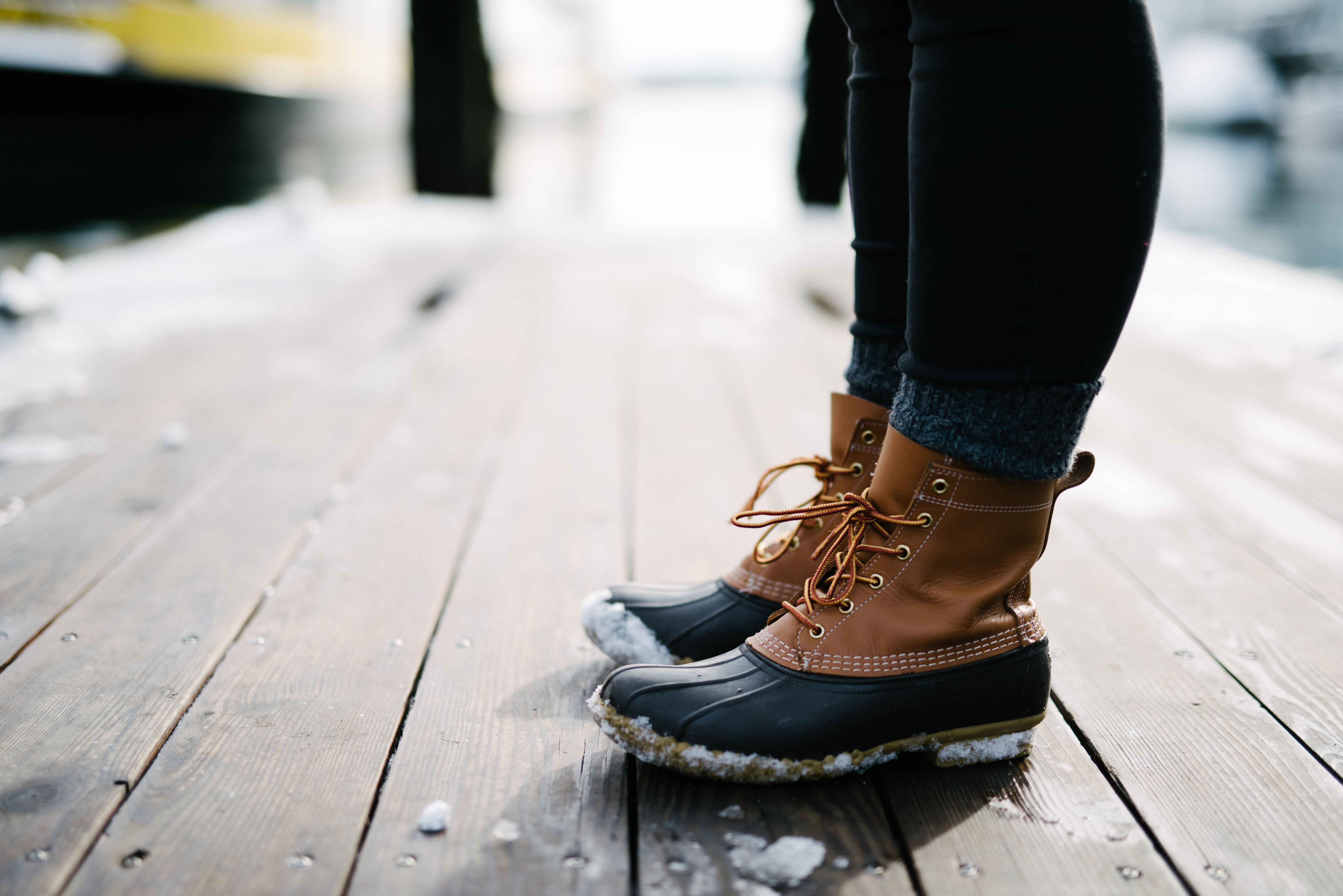
一個穿著雪靴的人

雪靴，是一種方便於雪中行走的靴子，具有保暖、防水的表面材質，和在雪地防滑的鞋底。雪靴的底除了深的齒紋，還會另外有釘子形狀的部分。有的雪靴乾脆在鞋底直接加了鋼釘或鋼齒。
外型有分短筒、中筒和長筒，長筒的雪靴也可翻折變成短/中筒靴。內部有刷毛，其特點為有禦寒的功能，其中毛料的選擇是很重要的，通常裡面會是羊毛，但羊毛也有等級之分，如喀什米爾羊毛就是相當好的毛料。